# 大谷村 (宮城県本吉郡)
大谷村（おおやむら）は、1955年（昭和30年）まで宮城県本吉郡の中部にあった村。現在の気仙沼市本吉町北東部にあたる。

## 沿革
- 1875年（明治8年）10月17日 - 水沢県による村落統合にともない、岩尻村と平磯村が合併して大谷村が成立。
- 1889年（明治22年）4月1日 - 町村制施行にともない、大谷村単独で村制施行。
- 1955年（昭和30年）3月30日 - 津谷町・小泉村と合併し、本吉町となる。

## 行政

### 歴代村長
| 代 | 氏名         | 就任               | 退任                      | 備考 |
| -- | ------------ | ------------------ | ------------------------- | ---- |
| 1  | 岩村章九郎   | 1889年（明治22年） | 1896年（明治29年）        |      |
| 2  | 及川広治     | 1896年（明治29年） | 1898年（明治31年）        |      |
| 3  | 岩村章九郎   | 1900年（明治33年） |                           | 再任 |
| 4  | 及川善蔵     | 1900年（明治33年） |                           |      |
| 5  | 小野寺廉治   | 1901年（明治34年） | 1904年（明治37年）        |      |
| 6  | 及川広治     | 1905年（明治38年） | 1908年（明治41年）        | 再任 |
| 7  | 岩村朝治     | 1909年（明治42年） | 1912年（大正元年）        |      |
| 8  | 岩村章九郎   | 1913年（大正2年）  | 1919年（大正8年）         | 三任 |
| 9  | 及川広治     | 1920年（大正9年）  | 1929年（昭和4年）         | 三任 |
| 10 | 熊谷清造     | 1930年（昭和5年）  | 1935年（昭和10年）        |      |
| 11 | 岩村薫       | 1936年（昭和11年） | 1941年（昭和16年）        |      |
| 12 | 及川彦左ェ門 | 1942年（昭和17年） | 1946年（昭和21年）        |      |
| 13 | 熊谷勲平     | 1947年（昭和22年） | 1948年（昭和23年）        |      |
| 14 | 池田菊治郎   | 1949年（昭和24年） | 1955年（昭和30年）3月29日 |      |